# Echarate (distrito)
Distrito peruano de Echarate é um dos 9 distritos da Província de La Convención, situada no Departamento de Cusco, pertenecente a Região Cusco, Peru

## Transporte
O distrito de Echarate é servido pela seguinte rodovia:
- CU-102, que liga o distrito de Quellouno à cidade
- CU-104, que liga o distrito de Lares à cidade
- CU-105, que liga o distrito de Calca à cidade
- CU-103, que liga o distrito de Megantoni à cidade
- PE-5S, que liga o distrito de Chanchamayo (Região de Junín)à Fronteira Bolívia-Peru (em Puerto Maldonado) - no distrito de Tambopata (Região de Madre de Dios) [1][2][3]